# 姜順蛟
姜順蛟（？—？），山陰人，清朝政治人物。拔貢出身。
乾隆二年（1737年），接替趙錫禮。擔任江蘇宜興縣知縣。后由王熙泰接任，其本人则转任吳縣知縣。後升任苏州知府。